# Phil Keoghan
Philip John Keoghan (Lincoln, Nueva Zelanda; 31 de mayo de 1967) es un presentador de televisión, productor y escritor neozelandés. Es conocido por conducir el programa de telerrealidad The Amazing Race, de CBS, desde su estreno en 2001. Es también el creador y anfitrión del programa televisivo No Opportunity Wasted, emitido en los Estados Unidos, en Nueva Zelanda y en Canadá.

## Primeros años
Keoghan nació en Lincoln, en las afueras de Christchurch, Nueva Zelanda. Debido a la profesión de su padre, pasó parte de su infancia en la Isla Antigua y en Canadá. La familia regresó a Christchurch cuando Keoghan era adolescente. Keoghan cursó sus estudios superiores en la universidad St Andrew's College, de Christchurch.

## Televisión
Keoghan audicionó para el programa infantil Spot On, de Nueva Zelanda, a los diecinueve años de edad, tras perfeccionarse como camarógrafo. Trabajó en varios programas televisivos de su país, entre ellos That's Fairly Interesting, donde se desempeñó como reportero. Poco después de cumplir veintitrés años, una cadena estadounidense compró su programa, Keoghan's Heroes, por lo que debió mudarse a dicho país con su esposa, Louise.
Originalmente, Keoghan se presentó a la audición para ser presentador de Survivor, pero los productores de CBS seleccionaron a Jeff Probst para el puesto y le ofrecieron a Keoghan ser anfitrión de The Amazing Race. Keoghan ha sido presentador del programa desde su primera temporada, y también se ha desempeñado como productor. En 2002, en una entrevista, admitió que su paga por un solo episodio de The Amazing Race es mayor que un año de sueldos en Spot On.

## Vida privada
Keoghan vive con su esposa, Louise, y su hija, Elle, en Los Ángeles. También tienen una casa en Matarangi, sobre la Península Coromandel, Nueva Zelanda.